# Ça sent drôle
Ça sent drôle! est une émission de télévision québécoise diffusée sur VRAK.TV. Le concept est qu'un groupe de jeunes recrutés sur le Web réalise un sketch d'environ 5 minutes avec l'aide de leur humoriste préféré! Chaque semaine, Philippe Laprise reçoit un humoriste invité différent.

## Épisodes
| №  | Artiste invité                               | Jeunes                                                                                         | Première diffusion |
| -- | -------------------------------------------- | ---------------------------------------------------------------------------------------------- | ------------------ |
| 1  | Pierre Brassard                              | Alexandre, Alexis, Antoine, Catherine, Gaëlle, Laurie, Philippe et Tommy                       | 13 septembre 2011  |
| 2  | Éric Salvail                                 | Frédérique, Gabriel, Kevin, Martin, Sara-Ève et Patrick                                        | 20 septembre 2011  |
| 3  | Jean-René Dufort                             | Charles-Olivier et Raphaël                                                                     | 27 septembre 2011  |
| 4  | Les Denis Drolet                             | Alexandre, Catherine, Charlotte Poitras, Olivier, Sophie et Victor                             | 4 octobre 2011     |
| 5  | Pierre Hébert                                | Inconnus                                                                                       | 11 octobre 2011    |
| 6  | Jean-Thomas Jobin                            | Inconnus                                                                                       | 18 octobre 2011    |
| 7  | Alex Perron                                  | Alexandra, Antonin, Amy, Annabelle, David et Jean-Christophe                                   | 25 octobre 2011    |
| 8  | Jean-Michel Anctil                           | Alex, William,Jean-Sébastien,Alexandre,Maude,Myriam                                            | 1er novembre 2011  |
| 9  | Chick'n Swell                                | Valérie Mantha, Alex Verville                                                                  | 8 novembre 2011    |
| 10 | Marie-Soleil Dion et Marie-Claude St-Laurent | Patrick Hébert, Alexe Dostiee, Jeannie Côté-Courville,Marilou Laperrière et Nikolas Lafontaine | 15 novembre 2011   |
| 11 | Mélanie Maynard                              | Steven Pressé-Lefebvre                                                                         | 22 novembre 2011   |
| 12 | Pierre-François Legendre                     | tommy petitclerc                                                                               | 29 novembre 2011   |
| 13 | Pascal Morrissette                           | Jean-Gabriel Fortin                                                                            | 6 décembre 2011    |

## Web
Les internautes pourront visionner le sketch sur le Web et le partager avec leurs amis dans les médias sociaux.